# 진상역
진상역(Jinsang station, 津上驛)은 전라남도 광양시 진상면 섬거리에 위치한 경전선의 철도역이다. 경전선 광양~진주 구간 개통과 동시에 영업을 개시했으며, 진주~광양구간 복선비전철 공사중 구역사로부터 약간 순천방면에 있는 현역사로 이전하였다. 이 역과 하동역 사이에 섬진강철교가 있다.
구역사는 과거 소화물 취급용 승강장의 흔적이 남아 있었으며 여객열차 승강장은 2004년 이전까지는 1면 2선이었으나 무배치 간이역 격하 이후로는 안쪽 1선이 철거되어 1면 1선으로의 역할만 수행하였으며, 복선화 공사로 인해 운행선로가 이설되면서 철거되었다.

## 연혁
- 1968년 2월 7일 : 보통역으로 영업 개시[1]
- 1968년 3월 2일 : 역사 신축 준공
- 1984년 3월 1일 : 역원배치간이역으로 격하[2]
- 1991년 1월 1일 : 소화물 취급 중지[3]
- 1991년 3월 26일 : 소화물 취급 재개[4]
- 1993년 4월 10일 : 소화물 취급 중지[5]
- 2004년 12월 10일 : 무배치간이역으로 격하[6]
- 2009년 9월 1일 : 진상역 대합실 임대
- 2016년 7월 14일 : 경전선 진주~광양 구간 이설로 삼랑진 기점 134.2km로 이전[7]
- 2017년 12월 18일 : 화물 취급 중지[8]

## 역 구조

### 승강장
| ↑ 광양 |
| \| １  |
| 하동 ↓ |

| 1 | 경전선 | 하동 · 진주 · 마산 · 창원중앙 · 부전 방면               |
| 2 | 경전선 | 광양 · 순천 · 벌교 · 보성 · 광주송정 · 나주 · 목포 방면 |

## 특징
구 역사가 2009년 9월부터 임대되어 지금까지 한우 식당으로 사용되고 있다.

## 사진

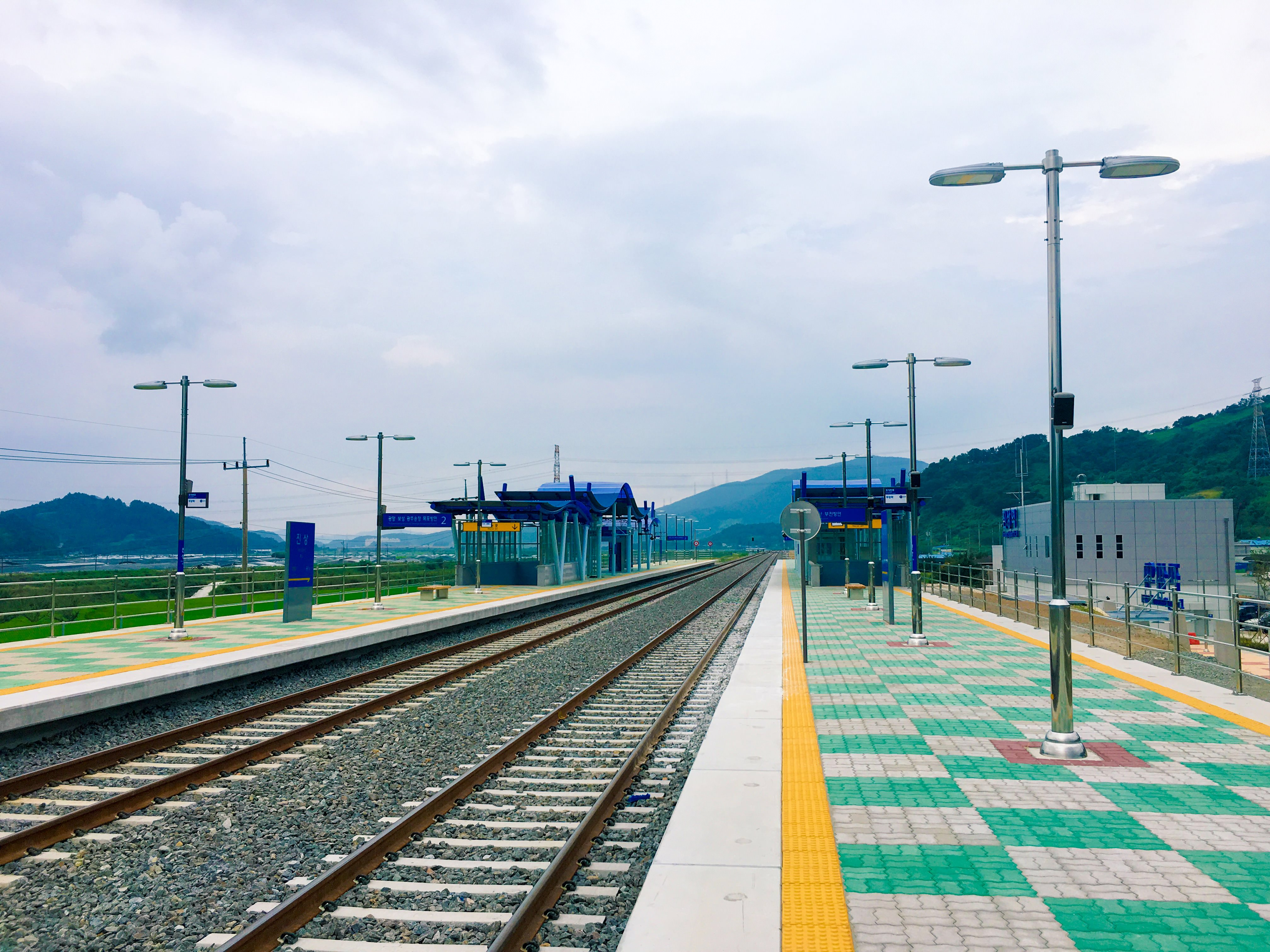
승강장
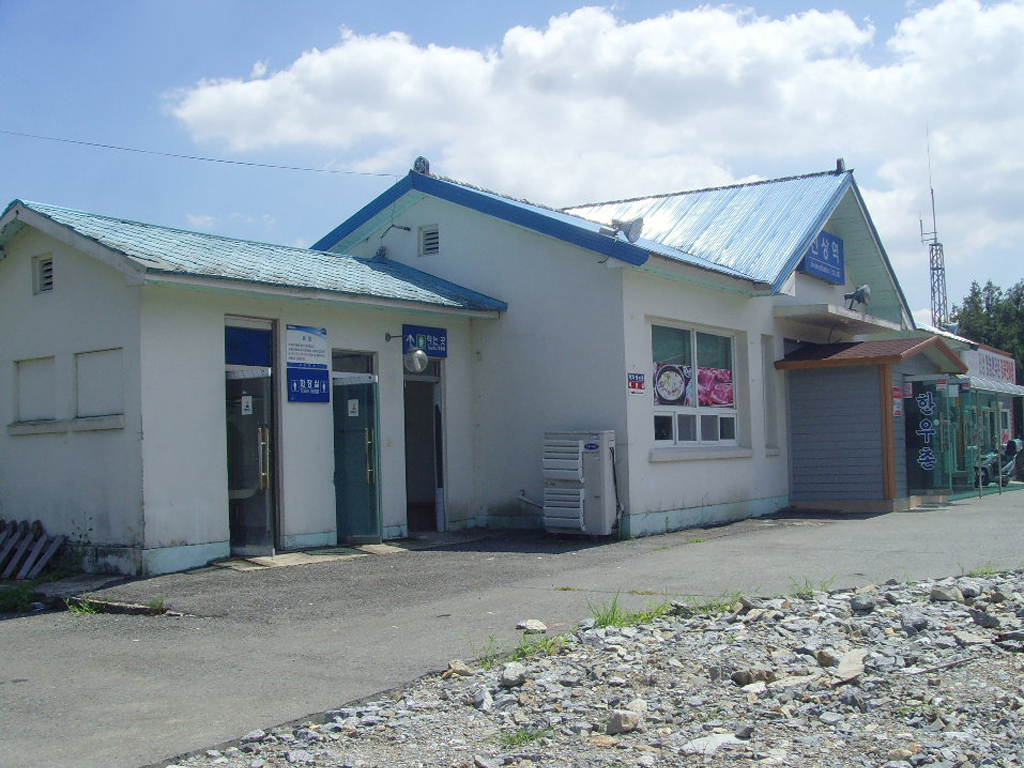
구역사
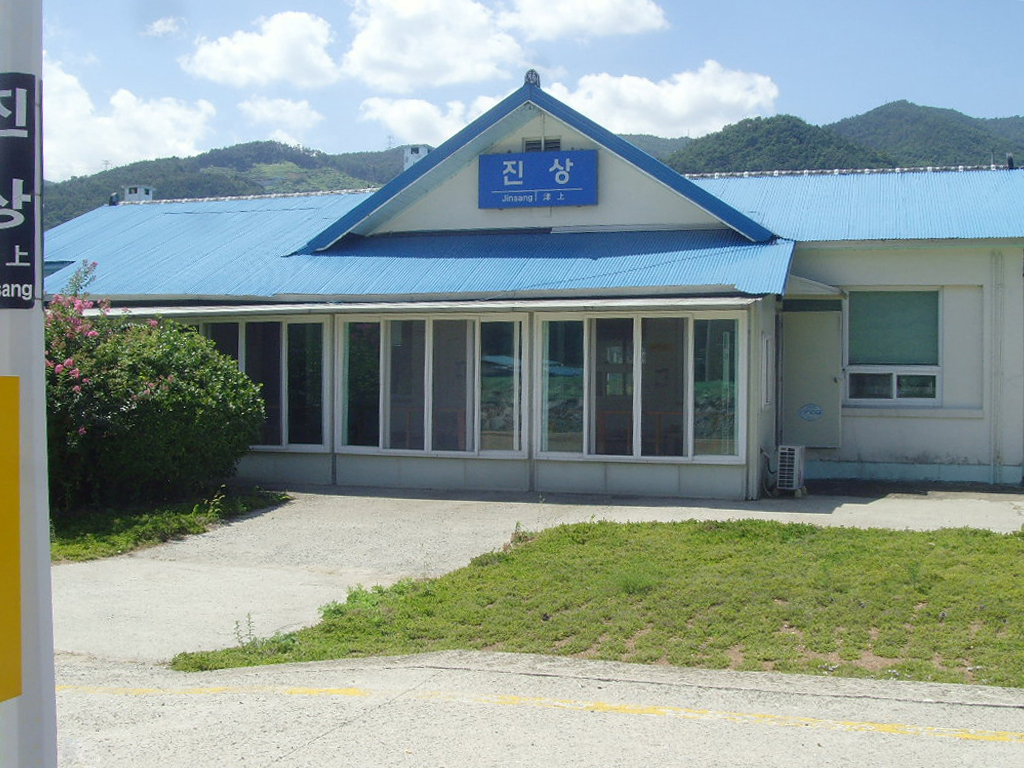
구 역사
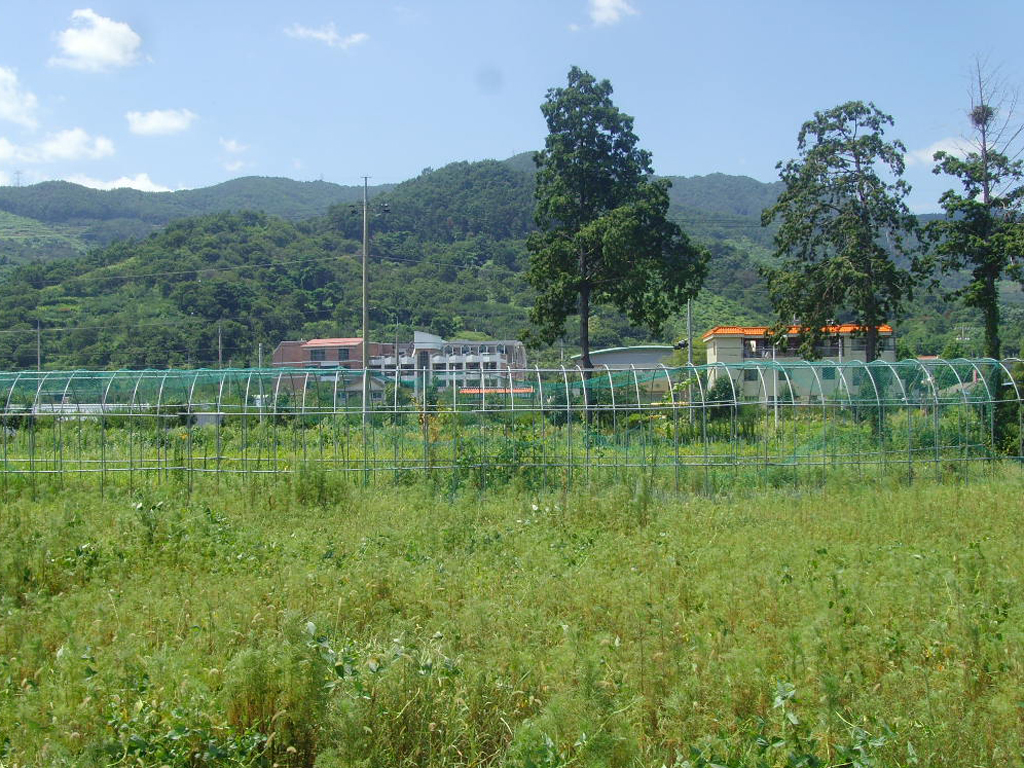
구역사 소화물 취급 승강장

## 인접한 역
| 경전선         | 경전선          | 경전선         |
| -------------- | --------------- | -------------- |
| 하동 부전 방면 | 무궁화호 경전선 | 광양 목포 방면 |